# 龍蔵院デプン・ゴマン学堂日本別院
デプン・ゴマン学堂 日本別院（デプン・ゴマンがくどう にほんべついん）は、広島県広島市にある高野山真言宗の寺院・真光院（広島新四国八十八ヶ所霊場10番）内にある日本初のチベット仏教僧院である。
真光院に移転してくるまでの2004年7月から2019年8月までの15年間は、同じ広島市内にある高野山真言宗の寺院・龍蔵院（りゅうぞういん）を拠点とし、龍蔵院デプン・ゴマン学堂日本別院と称していた。
一般社団法人「文殊師利大乗仏教会」によって、支援されている。

## 概要
チベット仏教にまつわる交流活動を行なってきた「文殊師利大乗仏教会」によって、4人の比丘と共に、2004年7月に広島市の龍蔵院内に創設された。名前の通り、チベット仏教最大宗派であるゲルク派の三大寺院のひとつである「デプン大僧院」付属の顕教学堂である「ゴマン学堂」の日本別院としての機能を担っている。1800人以上が在籍する「ゴマン学堂」の中から選ばれた僧侶が来日して常駐し、修行・交流を行う。
2006年、2010年には、ダライ・ラマ14世による説法会も行われた。
2019年8月、交流のある厳島（宮島）の大聖院の支援の下、同寺院の西広島別院である、同じ広島市内の真光院（広島新四国八十八ヶ所霊場10番）へと僧院機能が移された。